# Salem (New York)
Pour les articles homonymes, voir Salem.
Salem est une ville du comté de Washington dans l'État de New York.
Sa population était de 2 702 habitants en 2000.
David Rumsey (1810-1883) y est né.